# Córdoba, delstaten Mexiko
Córdoba är en ort i Mexiko, tillhörande Naucalpan de Juárez kommun i delstaten Mexiko. Córdoba ligger i den centrala delen av landet och tillhör Mexico Citys storstadsområde. Orten hade 337 invånare vid folkmätningen 2010. 2020 hade befolkningen ökat till 397 personer.